# ダイロン・ロブレス

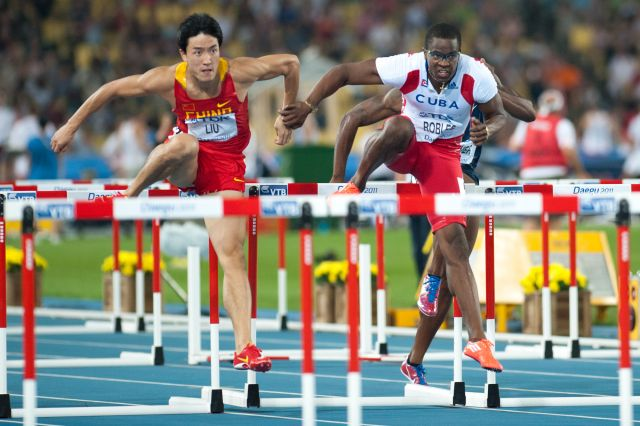
2011年世界陸上競技選手権大会の110mH決勝で劉翔と接触するロブレス

ダイロン・ロブレス（Dayron Robles、1986年11月19日 - ）は、キューバの陸上競技選手であり110mハードルの元世界記録保持者。（メディアによっては「デイロン」とも表記する。）
グアンタナモに生まれる。昔はハードルよりも走高跳に興味があり、15歳の時に1m93、2006年には2m15を跳んだことがある。母親はバレーボール選手、叔父は51秒76の記録を持つ70年代の400mハードルのナショナルチーム選手。
19歳の2006年に世界室内選手権の60mハードルで2位に入り、110mハードルでも自己ベストを13秒00まで縮める（これは、シドニーオリンピックの金メダリストアニエル・ガルシアと並ぶ当時のキューバ記録であり、年齢別で19歳の世界最高記録）など、ジュニアの時代から頭角を現していた。翌2007年には、世界選手権での劉翔との対決が期待されたが、4位に終わった。しかし、9月のワールドアスレチックファイナルでは、自己ベストを100分の8秒も縮める12秒92をマークし優勝した。
2008年6月12日、チェコのオストラヴァで行われた大会で、劉翔が保持していた従来の世界記録である12秒88を上回る12秒87の世界記録（当時）を樹立した。北京オリンピックでは12秒93の好タイムで圧勝したが世界記録更新はならなかった。2008年は1年間で実に7回12秒台をマークした。しかし、キューバ代表として出場した2011年世界陸上競技選手権大会では、8月29日に行われた110mハードルの決勝で劉翔と接触し、これが走路妨害とみなされ失格となった。

## 自己ベスト
| 種目  | 記録                | 年月日        | 場所             | 備考        |
| 屋外  | 屋外                | 屋外          | 屋外             | 屋外        |
| ----- | ------------------- | ------------- | ---------------- | ----------- |
| 110mH | 12秒87 （+0.9 m/s） | 2008年6月12日 | オストラヴァ     | 世界歴代4位 |
| 室内  |                     |               |                  |             |
| 50mH  | 6秒39               | 2008年2月21日 | ストックホルム   |             |
| 60mH  | 7秒33               | 2008年2月8日  | デュッセルドルフ | 世界歴代3位 |

## 主な実績
| 年   | 大会                               | 場所                       | 種目         | 結果   | 記録            | 備考                  |
| 2003 | 世界ユース選手権                   | シェルブルック(カナダ)     | 110mハードル | 6位    | 13.91秒（+1.9） | ユース規格（91.4 cm） |
| 2004 | 世界ジュニア選手権                 | グロッセート(イタリア)     | 110mハードル | 2位    | 13.77秒（-0.6） |                       |
| 2005 | 世界選手権                         | ヘルシンキ(フィンランド)   | 110mハードル | 準決勝 | 14.16秒（-1.9） | 3組8着                |
| 2006 | 世界室内選手権                     | モスクワ(ロシア)           | 60mハードル  | 2位    | 7.46秒          | 自己記録              |
| 2006 | IAAFワールドアスレチックファイナル | シュトゥットガルト(ドイツ) | 110mハードル | 2位    | 13.00秒（-0.6） | キューバ記録          |
| 2006 | IAAF陸上ワールドカップ             | アテネ(ギリシャ)           | 110mハードル | 3位    | 13.06秒（+0.4） |                       |
| 2007 | 世界選手権                         | 大阪(日本)                 | 110mハードル | 4位    | 13.15秒（+1.7） |                       |
| 2007 | IAAFワールドアスレチックファイナル | シュトゥットガルト(ドイツ) | 110mハードル | 1位    | 12.92秒（0.0）  | 大会記録              |
| 2008 | 世界室内選手権                     | バレンシア(スペイン)       | 60mハードル  | 予選   | 8.53秒          | 2組7着                |
| 2008 | オリンピック                       | 北京(中国)                 | 110mハードル | 1位    | 12.93秒（+0.1） |                       |
| 2009 | 世界選手権                         | ベルリン(ドイツ)           | 110mハードル | 準決勝 | DNF             | 記録なし              |
| 2010 | 世界室内選手権                     | ドーハ(カタール)           | 60mハードル  | 1位    | 7.34秒          | 大会記録              |
| 2011 | 世界選手権                         | 大邱（韓国）               | 110mハードル | 決勝   | DSQ             | 記録なし              |
| 2012 | オリンピック                       | ロンドン(イギリス)         | 110mハードル | 決勝   | DSQ             | 記録なし              |